# Bobby Singer
Robert «Bobby» Steven Singer es un personaje ficticio de la serie de The CW Supernatural interpretado por Jim Beaver. Su nombre es una referencia al productor ejecutivo del programa Robert Singer.
Bobby es un cazador al igual que los Winchesters, y les provee ayuda en las investigaciones y cacerías. Su vida cambió después de verse forzado a matar a su esposa que estaba poseída por un demonio, razón por la cual decidió convertirse en cazador. A lo largo de muchos años Bobby ha reunido una colección de recursos sobre lo sobrenatural, la cual incluye libros y reliquias. 
Antes de los eventos del programa, Bobby forjó una amistad con John Winchester. Después de la muerte de su amigo, Bobby empezó a ayudar a los hermanos con frecuencia, transformándose en una figura paterna para ellos.

## Participación del personaje

### Primera temporada
Bobby aparece por primera vez en el episodio Devil's Trap, cuando Dean y Sam Winchester, le piden ayuda para poder encontrar a su padre que había sido secuestrado por Meg Masters. Bobby les enseña cómo crear una trampa para demonios para poder exorcizar a Meg. Sin embargo antes de completar el exorcismo de Meg, les dice a los Winchester que el alma de alguien poseído por un demonio aún sigue dentro del cuerpo y que lo estará incluso después de que el demonio sea exorcizado, y que una vez esto pase la chica morirá, sin embargo antes de morir Meg les dice donde está encerrado John.

### Segunda temporada
Bobby llega en ayuda de los Winchester, al final de la primera temporada, cuando John, Dean y Sam sufren un accidente automovilístico. John le pide a Sam que vaya con Bobby y le ayude a conseguir algunos artículos descritos en una lista. Bobby le dice a Sam que los artículos que buscan no son los utilizados para protegerse de los demonios, como aseguró John, sino que se utilizan para convocarlo. No obstante, Bobby recolecta los artículos y se los da a Sam quién, a su vez, los entrega a su padre. Bobby también recupera el Impala de Dean para evitar que se descubran las armas que en él se guardan, habiéndole asegurado Sam que no importa en qué condiciones estuviera el auto. Dean desearía reconstruirlo.
Después de la muerte de John Winchester y la milagrosa recuperación de Dean, Bobby recibe a los muchachos en su casa por un mes aproximadamente, para que se recuperen de las secuelas físicas y emocionales del accidente. Dean se dedica en este tiempo a reconstruir el Impala, mientras Sam intenta que ambos hablen sobre la muerte de su padre. Bobby pone a disposición de los muchachos el único vehículo que posee, una minivan vieja y destartalada, de modo que puedan localizar a una vieja conocida de su padre, Ellen Harvelle, cuya existencia conocieron a través de un mensaje grabado en el teléfono de John. Los muchachos usan la minivan para ir a una cacería en el episodio Everybody Loves A Clown, pero lo abandonan en el camino al descomponerse. Aunque se menciona a Bobby en este capítulo, no se le ve, pero es de suponer que los hermanos Winchester se quedan con él hasta que el Impala de Dean está completamente restaurado y ellos pueden volver al camino.
En el capítulo Born Under a Bad Sign, Bobby ayuda a Dean a exorcizar a Sam, quién ha sido poseído. Cuando Sam, luego de una semana desaparecido, aparece en el umbral de Bobby sin su hermano, este le ofrece una cerveza. Bobby demuestra su habilidad con esto, pues ha puesto agua bendita en la cerveza, esto expone al demonio que ha poseído a Sam, que es el mismo que los Winchester exorcizaron 6 meses antes del cuerpo de Meg Masters. Luego de la llegada de Dean, ambos intentan exorcizar el dominio del cuerpo de Sam, pero éste ha tomado firmemente a Sam con una atadura alrededor de su brazo. Dean lucha con Sam y Bobby muestra nuevamente su habilidad al quemar la unión que ataba a Sam. El quebrar la unión el exorcismo funciona y Sam es liberado. Bobby enseña a los hermanos los ritos necesarios para impedir que esto vuelva a ocurrir.
Poco después lo llaman para ayudar a los hermanos en un caso en Ohio, en el capítulo Tall Tales. Dean y Sam se relacionan indistintamente con Bobby llegando a mostrar un nivel de comportamiento cada vez más ridículo. Después de esto Bobby les advierte que hay un Trickster (un dios bromista como Loki y Anansi), alborotando alrededor. Bobby les advierte que siendo el Trickter un dios, es inmortal, por lo tanto se necesitan la pericia de los tres para encontrar su debilidad. Ellos salen de la universidad, creyendo que tuvieron éxito en destruirlo, pero lo cierto es que el Trickster sólo los distrajo y simplemente, huyó.
En la primera parte del final de la segunda temporada, el capítulo All Hell Break Loose Parte I, vuelve para ayudar a Dean a encontrar a Sam, quien ha desaparecido misteriosamente. En el final de este capítulo ambos encuentran a Sam en un pueblo fantasma, pero llegan demasiado tarde para ayudarlo. Ven cuando Sam es apuñalado en la espalda. Bobby intenta darle a Sam un entierro digno y así ayudar al devastado Dean en su duelo, pero este se niega y negocia un pacto para revivir a su hermano. Bobby lo reprende por ello.
Bobby es parte fundamental en el cierre del portal al infierno que se abre en un cementerio de Wyoming, interponiéndose entre un gran de demonio y la trampa en las pistas del ferrocarril. Después de cerrar el portal, Bobby ven a Sam y Dean consolando al fantasma de su padre. Después de que Dean matase a Azazel, Bobby y Ellen informan a los hermanos Winchester que más de doscientos demonios pueden haber escapado por el portal.

### Tercera temporada
Bobby continúa apareciendo en esta temporada, ayudando a Dean y Sam en su guerra contra los demonios. Él ayuda constantemente a los hermanos y se convierte en su mentor, Bobby y Ruby tratan de restaurar la Colt. En el capítulo Dream a Little Dream of Me, se muestra que Bobby se convirtió en cazador al ser su esposa poseída por un demonio y al tener que matarla él mismo. Lleva mucha culpa por lo que hizo en él y muestra un mandamiento no escrito de que hará todo lo necesario para que estos sucesos sobrenaturales no dañen a nadie más.
Reaparecen en el capítulo Mistery Spot, donde la fisionomía de Bobby es usada como disfraz por un Trickster, con el fin de enseñar a Sam una gran lección. Sam ve morir a su hermano Dean una y otra vez, sin poder evitarlo. Así el Trickster muestra su lección, los Winchester deben sacrificarse el uno por el otro para lograr sus propósitos. Sam mata al Trickster aún disfrazado de Bobby, causándole gran remordimiento al ver el cuerpo inerte de Bobby, pero el Trickster recupera su forma y da el mensaje.
Bobby ayuda a Dean a localizar a Lilith y lo aconseja y ayuda a preparase para el combate final con ella. Dean protesta alegando que es su lucha y no la de Bobby, a lo que él contesta “¡la familia no termina con la sangre, muchacho!”. Bobby muestra su brillantez al conectar agua bendita al sistema de regado del césped, destruyendo el ejército de Lilith. Se le ve triste mirando su reloj justo a la medianoche, cuando la vida de Dean se termina.

### Temporada cuatro
Bobby reaparece en el primer episodio de la temporada cuatro Lazarus Rising, es con él con quien Dean habla por primera vez de su escape del infierno. Dean llama a Bobby dos veces cuando sale del infierno, pero este no cree que sea realmente Dean. Incluso cuando el mayor de los Winchester llega a su casa intenta matarlo. Pero Dean prueba que es él en realidad cortándose el mismo con una daga de plata y rociándose con agua bendita. Mientras hace esto describe a Bobby como “la cosa más cercana que tengo a un padre”. Bobby ayuda los hermanos a reunirse y les presenta a Pamela, una psíquica que somete a Dean a un ritual para invocar al demonio que lo ayudó a salir del infierno, pero este ser resulta no ser un demonio, sino un ángel. Él hace un pacto inconsciente con el ángel Castiel con un simple toque en la frente. Bobby ayuda a los hermanos a entender por qué el ángel rescató a Dean del infierno y asegura a los chicos, que el hecho de que los muertos se estén levantando y atacando a los cazadores, es parte del “incremento de testigos”, señal propia del apocalipsis que viene.
Bobby también imagina el encantamiento para que aquellos que cruzaron el portal descansen otra vez. En el mismo episodio se revela que Bobby ha construido una habitación del pánico contra demonios y fantasmas, está hecha de hierro y rodeada de sal, para usarla como trampa contra estos seres, su único adorno es un póster de Bo Dereck en la película 10.
Él vuelve en el capítulo Yellow Fever, ayudando a Sam a curar a Dean que está infectado por un virus que mata a la gente de miedo. En este episodio se revela que Bobby sabe japonés. 
Reaparece nuevamente en el capítulo, Sex and Violence donde les revela les conviene convertirse en agentes federales cuando investigan sus casos. Bobby salva el día matando a la sirena que había manipulado a Dean y Sam para que estos se pelearan a puño.
Tiene una pequeña intervención en la parte final del capítulo The Rapture. Él llama a Sam quien acude junto con su hermano. Una vez ahí Bobby y Dean engañan a Sam y lo encierran por su propia seguridad.

### Temporada cinco
Reaparece al principio de la temporada ayudando a los hermanos Winchester a buscar la espada de Miguel. Se apuñala a sí mismo para asesinar al demonio que le poseyó, y es mandado al hospital, donde se cura, pero se queda postrado en una silla de ruedas. Al final de temporada recupera sus piernas gracias a Crowley

### Séptima temporada
Bobby muere en esta temporada mediante un disparo de un Levithan, conocido con el nombre de Richard pero, esto no implica que este personaje deje de aparecer en la serie. Bobby engaño a su propia parca, decidiendo quedarse como fantasma y seguir al lado de los Winchester, sirviéndoles de ayuda sin estos saberlo, hasta un tiempo después que Bobby logra presentarse ante ellos como fantasma. No obstante Bobby comienza a sufrir los efectos de su estado fantasmal y se vuelve cada vez más vengativo a tal punto de perder control sobre sí mismo en determinadas situaciones, casi asesinando a Sam, por lo cual Bobby accede a que Dean y Sam quemen su último enlace al mundo de los vivos para finalizar con su existencia fantasmagórica.

### Octava temporada
Bobby aparecen en el episodio "Taxi Driver", cuando Kevin les dice a Sam y Dean Winchester que la segunda prueba para cerrar las puertas del infierno es enviar un alma inocente del infierno hacia el cielo, ellos consiguen información con un demonio que les dice de una Parca que actúa como Coyote enviando almas al infierno, ahí les dice que el mismo llevó el alma de Bobby al infierno, entonces Sam le compra un boleto a la parca y se dirige al infierno y saca el alma de Bobby y la regresa al cielo no sin antes una intervención de Crowley y Naomi.

## Curiosidad
- Eric Kripke reveló en Paley Fest que el personaje Missouri Moseley fue pensado para volver en el final de la temporada 1 a ayudar a Sam y Dean, esto no se llevó a cabo debido a que la actriz Loretta Devine no podía hacerlo, el personaje de Bobby Singer fue creado en su lugar.
- Bobby vivía en Dakota del Sur, antes de su casa que se quemó por los leviatanes.
- Es propietario de un Ford azul grúa con el condado de Lawrence, placas de Dakota del Sur: 9NO3L1. Esta es probablemente una referencia al papel de Jim Beaver en el drama de HBO Deadwood occidental. Deadwood es la sede del condado de Condado de Lawrence. En las estaciones de tres, cuatro y seis que también conduce un Chevelle 1971. Cuando muere, el coche acaba oxidándose en su depósito de chatarra. En la quinta temporada, él conduce una furgoneta accesible para minusválidos y en Sympathy for the Devil, el Impala. La camioneta más adelante se puede ver cuando Dean está torturando a los demonios de ubicación Lisa y Ben en la sexta temporada.
- Su perro, que sólo ha aparecido en un episodio, se llama Rumsfeld. Rumsfeld fue matado por Meg mientras se persiguió a los Winchester.
- En algún momento de su carrera caza, Bobby era incapaz de guardar un par de hermanas gemelas de una criatura desconocida.
- En el episodio de fiebre amarilla , se revela que él es fluido en japonés. En fin de semana en Bobby , se reveló que Bobby ha estado en Japón.
- Bobby es el nombre de productor ejecutivo de la serie Robert Singer, que fue hecho por Eric Kripke detrás de su espalda.
- Bobby nació en la noche ("Tal vez naci de noche, pero no anoche").
- En 'La serie de animación', Bobby es re-imaginado del aspecto físico y la personalidad, que es mucho más alegre que su homólogo de acción en vivo y con frecuencia bromea con los Winchester. También es mucho más corto y vestidos de traje.
- Como un fantasma, su caída en un espíritu vengativo ocurre más rápido de lo normal; Tessa afirma que se necesitan años para convertirse en venganza, pero Bobby apareció para lograr que el estado en cuestión de semanas.
- Bobby se decía que era un fan de la demostración de la realidad, Tori y Dean. Sam es capaz de usar esto junto con el hecho de que él consiguió una pedicura que "cambió la vida" en el Mall of America para convencerlo de su identidad en el infierno. Al parecer, Bobby hizo Dean prometer que nunca decirle a nadie sobre eso, pero le dijo a Sam de todos modos.
- Bobby es el tercer espíritu que se ve después de que sus restos han sido quemados (primera fue María, a continuación, fue John) y el primer fantasma cuyo destino final después de la quema de sus restos se revela.
- Bobby, al igual que todos los miembros del equipo Free Will, ha estado en el infierno, el Purgatorio y el Cielo. Sólo Dean ha sido la de Avalon , además de los tres anteriormente mencionadas.
- La última palabra de Bobby era "Id#its" (vivo)
- Después de su muerte, se muestra su coche que se oxida en su depósito de chatarra.
- Junto con John Winchester y Meg, que es uno de los pocos personajes, además de Sam y Dean para conducir el Impala más de una vez. En su caso él lo conduce mientras destruye el fantasma de Luther Garland y cuando va a visitar a Sam y Dean después del inicio del Apocalipsis.
- Bobby fue el que enseñó a Sam y Dean la "no-acuerdo" que en el caso de uno de ellos muere, el otro no iría en busca de la otra; Sin embargo, se convirtió en una regla tácita a hacer exactamente lo contrario, ya que estaba visiblemente enojado de que Sam no iba en busca de Dean mientras él estaba atrapado en el purgatorio.
- Bobby pasó aproximadamente 150 años en el infierno, pero al igual que John Winchester, persistió en mantener su humanidad, y evitó convertirse en un demonio.
- Bobby es el único personaje fuera de Sam y Dean que han aparecido en cada estación del año.
- Hay un libro titulado Guía de Bobby Singer Caza, escrito por David Reed desde el punto de vista de Bobby.
- Cuando Bobby se mata por Lucifer y resucitado por Castiel, de alguna manera esto no guarda su alma de su trato con Crowley, que tiene que ser obligado a devolverla bajo amenaza de muerte. Esto está en contraste con Dean, que ya no está obligado por su contrato después de haber sido resucitado de demonios por Castiel. Esto podría deberse a que, a diferencia de Dean, Bobby murió y resucitó antes de que su tiempo había terminado. Castiel también fue capaz de resucitar a Bobby con facilidad, lo que indica que no había ido al infierno sin embargo, como Castiel habría tenido que recuperar físicamente el alma de Bobby desde allí.
- En el episodio de Frontierland , cuando Dean hace una referencia a Star Trek IV: Misión Salvar la Tierra , Bobby no alcanza a comprender, que admitió haber visto solamente Espacio Profundo 9 .